# Сташина, Елена Владимировна
Сташина Елена Владимировна (р. 5 ноября 1963, Томск) — федеральный судья по уголовным делам Тверского суда Москвы, принимала участие в деле Магнитского, фигурант списка Кардина.
Работает в суде с 1981 года, с 1991 — рассматривает уголовные дела. Указами Президента РФ В. В. Путина в июне 2001 года назначена на должность судьи Тверского межмуниципального суда Центрального административного округа, в мае 2004 года — на должность судьи Тверского районного суда.

## Участие в резонансных процессах

### Дело Магнитского
Сергей Магнитский был арестован 24 ноября 2008 года по обвинению в совершении 2 преступлений, предусмотренных статьёй 33 частью 3 (организатор преступления), частью 5 пунктом «а» (пособник, предоставляющий исполнителю необходимые средства совершения преступления), и статьёй 199 частью 2 пунктом «б» (уклонение от уплаты налогов в особо крупном размере) УК РФ. 12 ноября 2009 года судья Елена Сташина удовлетворила ходатайство следователя о продлении срока содержания под стражей обвиняемого. В ходе судебного заседания она отказалась приобщить к материалам дела все подаваемые защитой документы кроме одного, а также отказалась истребовать у следователя какие-либо дополнительные документы. В частности, документы относящиеся к условиям содержания (в том числе и медицинские справки о состоянии здоровья обвиняемого), по мнению суда не подлежат исследованию при рассмотрении ходатайства о продлении срока заключения под стражей.
Через 4 дня Сергей Магнитский скончался в СИЗО от острой сердечной недостаточности. В докладе общественной наблюдательной комиссии по осуществлению общественного контроля за обеспечением прав человека в местах принудительного содержания города Москвы, возглавляемой Валерием Борщёвым, содержится утверждение о том, что если бы на этом заседании обвиняемый был бы отпущен под залог, он мог бы остаться живым. Дело получило широкий резонанс, и судья была включена в список лиц, причастных к пыткам и смерти Сергея Магнитского, составленным сенатором США Бенджамином Кардиным. Летом 2011 года Госдепартамент США принял решение не выдавать въездных виз перечисленным в этом списке гражданам России.

### Решения в отношении политических активистов
По свидетельству Александра Подрабинека, в 1995 году Елена Сташина, разбирая дело о несанкционированном пикетировании, приговорила активиста Демократического союза России Евгения Фрумкина к 15 суткам ареста. Вероятнее всего, речь шла о пикете перед посольством США 20 апреля, либо перед посольством Грузии 27 апреля. Статья 161.1 кодекса РСФСР об административных правонарушениях на тот момент не предусматривала административный арест в качестве наказания.
22 мая 2003 года Е. В. Сташина признала виновными активистов НБП Алексея Голубовича и Евгения Николаева в избиении сотрудника милиции во время митинга «Антикапитализм-2002» и, в соответствии со статьей 318 часть 1 УК РФ приговорила их к трем годам лишения свободы. В дальнейшем Мосгорсуд сократил наказание до 2 лет в колонии-поселении.
3 июня 2004 года она признала виновным активиста КПРФ Армена Бениаминова в совершении противоправных действий, предусмотренных статьей 329 («Надругательство над государственным гербом или государственным флагом РФ») и приговорила его к одному году лишения свободы условно с испытательным сроком два года.
20 декабря 2004 года Сташина признала виновными 7 членов НБП, захвативших кабинет Зурабова в здании Минздрава 2 августа 2004 года и в соответствии со статьей 213 («Хулиганство») часть 2 приговорила каждого из них к 5 годам заключения в колонии общего режима. Впоследствии Кириллу Кленову, Олегу Беспалову, Максиму Громову, и Анатолию Коршунскому кассационная коллегия Мосгорсуда снизила тюремные сроки до трех лет, Анатолию Глобе-Михайленко, Сергею Ежову и Григорию Тишину — до двух с половиной лет.
12 ноября 2009 года мировой судья 423-го участка города Москвы признал Эдуарда Лимонова виновным по статьям 20.2 «Несанкционированный митинг», 19.3 «Неповиновение сотрудникам милиции» КоАП РФ и приговорил его к 10 суткам административного ареста, а также одной тысяче рублей штрафа за участие в Стратегии-31 31 октября. Рассмотрев апелляцию, Е. В. Сташина 18 ноября 2009 года оставила данный приговор в силе.
31 декабря 2010 года Борис Немцов был задержан на Триумфальной площади. Его адвокаты придерживались мнения о неправомерности действий милиции, приводя в качестве доказательства любительскую видеозапись событий, однако не все юристы разделяют их точку зрения. Пресс-атташе Госдепартамента США выразил сожаление по поводу ареста лидеров оппозиции, заявив что действия милиции идут вразрез с некоторыми заявлениями президента России. 2 января мировой судья Тверского районного суда Боровкова признала Немцова виновным в неповиновении законным требованиям сотрудников милиции и приговорила его к аресту на 15 суток. 12 января Елена Сташина рассматривала жалобу его защиты и вынесла решение, что оснований для отмены или изменения постановления мировой судьи не имеется. Достоверность показаний свидетелей защиты поставлена ей под сомнение, а вина Немцова по её мнению подтверждается протоколами сотрудников милиции.

### Приговоры по другим уголовным делам
2 февраля 1997 года она признала виновными Максима Лазовского и Марселя Харисова в хранении оружия, наркотиков и подделке документов. Александр Литвиненко и Юрий Фельштинский в книге «ФСБ взрывает Россию» утверждают что судья проигнорировала факт наличия у обвиняемых в момент задержания подлинных документов сотрудников спецслужб.
27 ноября 2002 года судья Е. В. Сташина признала Александра Типцова виновным в непосредственном участии в массовых беспорядках (ч. 2 ст. 212 УК РФ) и в избиении начальника ОВД «Тверское» (ч. 2 ст. 318) и приговорила его к 4 годам лишения свободы в колонии общего режима. Инкриминируемые события происходили 9 июня этого же года во время и после футбольного матча Россия-Япония.
12 июля 2006 года в соответствии со статьей 282 («Возбуждение ненависти либо вражды, а равно унижение человеческого достоинства») частью 2 пункт а, Елена Сташина приговорила Виталия Голикова и Владислава Баркетова, избивших продюсера НТВ Эльхана Мирзоева, к полутора годам колонии-поселения.
15 февраля 2007 года Елена Сташина огласила приговор бывшему заместителю председателя Государственного комитета России по рыболовству Александру Тугушеву, а также бывшему начальнику управления Министерства государственного имущества России Ленару Зинатулину, бывшему замначальника административно-хозяйственного управления ОАО РЖД Андрею Лыскову и коммерсанту Владимиру Чекунову. Их обвиняли в мошенничестве в особо крупном размере (ч. 4 ст. 159 УК РФ) и вымогательстве взятки (ч. 1 ст. 291 УК РФ). По решению суда Тугушев получил 6 лет лишения свободы в колонии общего режима, остальные — по 5,5 года общего режима.
11 декабря 2008 года Елена Сташина признала бывшего зампреда комитета Торгово-промышленной палаты по предпринимательству в здравоохранении и медицинской промышленности Максима Бирюкова и предпринимателя Сергея Тимофеева виновными в мошенническом (статья 159 часть 4) захвате двух зданий в центре Москвы и приговорила их к 7 и 5,5 годам заключения соответственно.
10 марта 2009 года вынесла приговор (8 лет строгого режима и 200000 руб штрафа) журналисту Олегу Лурье в деле о вымогательстве (статья 163 часть 3 пункт б) денег у члена Совета Федерации Владимира Слуцкера. В дальнейшем Мосгорсуд снизил наказание до 4 лет.
23 апреля 2009 года Елена Сташина признала адвоката Юрия Ерпылева виновным в покушении на мошенничество (статья 159 часть 4) и приговорила его к 6 годам лишения свободы.
27 августа 2009 года Тверской районный суд Москвы признал Ивана Белоусова виновным во взрыве 27 декабря 2007 года на Манежной площади и в соответствии со статьей 213 («Хулиганство») часть 2 приговорил его к шести годам лишения свободы. Решение выносили Сергей Подопригоров, Елена Сташина и председатель Тверского суда Ольга Сергеева.
23 марта 2009 года судья постановила что обвинительное заключение в отношении бывшего замначальника управления по борьбе с контрабандой и незаконным оборотом наркотиков ФСБ Сергея Наумова, полковника МВД в отставке Владимира Ткачева, а также Александра Наргизашвили, Алексея Утенкова, Андрея Митрошина и Михаила Кондратьева по статье 163 часть 3 пункт б (вымогательство в целях получения имущества в особо крупном размере, предусматривающая лишение свободы от 7 до 15 лет) составлено с нарушениями и вернула дело прокурору. 21 июня 2010 года она же переквалифицировала обвинение на статью 330 («Самоуправство»). Соответственно, по Утенкову, Митрошину и Кондратьеву суд ограничился условными сроками, Наумов и Ткачев получили 1,8 лет и 8 месяцев соответственно, и были отпущены в зале суда с учетом времени отбытого в СИЗО. Наргизашвили был приговорён к 2,5 годам лишения свободы и вышел через 2 месяца после оглашения приговора. Дело Михаила Синякина было выделено в отдельное производство и 3 апреля 2011 года Елена Сташина вынесла приговор — 3 года условно.
15 октября 2010 года Тверской районный суд в лице судьи Сташиной признал виновными старших оперуполномоченных по особо важным делам УСБ капитана Станислава Котенева и капитана Федора Лютина в совершении правонарушений, предусмотренных статьями 30 («Приготовление к преступлению и покушение на преступление») часть 3 и статья 159 («Мошенничество») часть 3.
С 8 февраля 2011 года Тверской райсуд в лице Елены Сташиной ведет процесс о взятке в размере 250000 долларов за победу в аукционе по распределению квот по вылову лосося. Обвиняемыми являются помощник руководителя Федерального агентства по рыболовству Игорь Бакулин и гендиректор торгового дома «Русские традиции» Александр Васильев. Действия обвиняемых были переквалифицировали в покушение на мошенничество.

### Другие решения
Тверской районный суд в лице Елены Сташиной 11 июля 2007 года удовлетворил ходатайство прокурора Москвы Юрия Сёмина о возбуждении уголовного дела в отношении Бориса Кузнецова по статье 283 УК «О разглашении государственной тайны».
16 октября 2007 года судья Сташина отклонила апелляцию трёх участников пикета против запрета донорства крови лицами гомосексуальной ориентации, оштрафованных ранее мировым судьей 370 участка.
27 декабря 2007 года Елена Сташина признала законным отказ Генпрокуратуры в возбуждении уголовного дела против топ-менеджеров «ТольяттиАзот» Владимира Махлая и Александра Макарова, являвшейся частью рейдерской атаки (по утверждению их адвоката).
6 июля 2009 года судья Сташина санкционировала арест Нины Юровой, обвиняемой во взломе электронной почты Филиппа Киркорова
5 апреля 2010 года приняла решение об изъятии в редакции журнала «Нью Таймс» документов, аудио- и видеозаписей в связи с делом о клевете, возбужденном ГУВД Москвы по факту публикации статьи «Рабы ОМОНа», ссылаясь на то, что статья 41 закона «О средствах массовой информации» разрешает суду потребовать выемки соответствующей записи. 12 апреля Главный редактор Евгения Альбац подала кассационную жалобу в Мосгорсуд, утверждая что вышеозначенная статья даёт суду право истребовать информацию только в связи с находящимся в его производстве делом, каковое, по её мнению, находится лишь на стадии расследования. 12 мая данная кассация была отклонена. 1 сентября сотрудникам ГУВД была выдана бумажная стенограмма беседы, по мнению журналистов не содержащая информации, достаточной для идентификации интервьюируемых.
18 ноября 2010 года санкционировала заочный арест экс-главы холдинга «Марта» Георгия Трефилова.
21 февраля 2011 года в Тверской суд поступило дело о мошенничестве с помещением на 2-й Тверской-Ямской улице, обвинялся в котором Виктор Батурин. 28 февраля 2011 года Елена Сташина направила дело по подсудности в Пресненский суд города Москвы.
26 февраля 2011 года Елена Сташина отказалась освободить по состоянию здоровья Сергея Калинина, обвиняемого в мошенничестве в Кредитсоюзкомбанке.
3 марта 2011 года судья Сташина на основании материалов столичного управления МЧС России приостановила деятельность Музея истории ГУЛАГа на 45 суток по статье 20.4 часть 1 КоАП.
5 июля 2011 года Елена Сташина продлила арест Наталье Гулевич, обвиняемой в мошенничестве за невозврат крупного банковского кредита несмотря на тяжелое состояние здоровья и поправки в УК РФ, смягчающие ответственность предпринимателей.

## Статистика по уголовному судопроизводству
На основании информации ГАС «Правосудие» Тверского районного суда, в период с 28 декабря 1998 года до 31 декабря 2010 года судья Сташина приняла решение по 1577 уголовным делам. Из них решение о прекращении уголовного дела было принято в 68 случаях (4,3 %), при этом основания могут быть как реабилитирующими (отсутствие события или состава преступления, непричастность обвиняемого к совершению преступления и т. п.), так и нереабилитирующими (издание акта амнистии, смерть обвиняемого и т. п.). По 1305 делам (82,75 %) вынесен приговор, в 30 случаях к обвиняемым применены принудительные меры медицинского характера. В остальных случаях дело было передано на дополнительное расследование (113 случаев), возвращено прокурору в порядке статьи 237 УПК РФ (34 случая), направлено в другой суд по подсудности (25 случаев), выделено для соединения с другим дело или в отдельное производство (2 случая).

## Влияние на культуру
7 июля 2010 года в московском Театре.doc состоялась премьера спектакля «Час восемнадцать», основанного на авторской интерпретации событий, связанных с гибелью Сергея Магнитского. Роль Елены Сташиной исполнила актриса Диана Рахимова.